# Xysticus texanus
Xysticus texanus es una especie de araña cangrejo del género Xysticus, familia Thomisidae. Fue descrita científicamente por Banks en 1904.

## Distribución geográfica
Habita en México y los Estados Unidos.